# Estación de Pío XII
Pío XII es una estación de la línea 9 del Metro de Madrid situada bajo la avenida del mismo nombre en el distrito de Chamartín.

## Historia
La estación abrió al público el 30 de diciembre de 1983 junto con la prolongación del tramo norte de la línea (Avenida de América - Plaza de Castilla), siendo entonces parte de la línea 9b hasta que el 24 de febrero de 1986 pasó a formar parte de la línea 9.
Entre el 1 y el 31 de agosto de 2021, permaneció cerrada por obras en el tramo Plaza de Castilla-Colombia, cortado por obras. Se estableció un Servicio Especial de autobús gratuito con parada en las inmediaciones de la estación.

## Accesos
Vestíbulo Pío XII
- Avenida de Pío XII Avda. Pío XII, 4 (Centro Comercial)

Vestíbulo Manuel Montilla
- Avenida de Pío XII Avda. Pío XII, 16 (esquina C/ Manuel Montilla)

## Líneas y conexiones

### Metro
| << cabecera   | < estación        | línea | estación > | cabecera >>                                         |
| ------------- | ----------------- | ----- | ---------- | --------------------------------------------------- |
| Paco de Lucía | Duque de Pastrana |       | Colombia   | Arganda del Rey Cambio de tren en Puerta de Arganda |

### Autobuses
| Diurnos   |                            |                              |
| Línea     | Destino                    | Parada                       |
| 16        | Moncloa                    | 114 PÍO XII-CENTRO COMERCIAL |
| 29        | Avenida de Felipe II       | 114 PÍO XII-CENTRO COMERCIAL |
| 150       | Sol / Sevilla              | 114 PÍO XII-CENTRO COMERCIAL |
| 16        | Avenida de Pío XII         | 115 PÍO XII-CENTRO COMERCIAL |
| 29        | Manoteras                  | 115 PÍO XII-CENTRO COMERCIAL |
| 150       | Colonia Virgen del Cortijo | 115 PÍO XII-CENTRO COMERCIAL |
| Nocturnos |                            |                              |
| Línea     | Destino                    | Parada                       |
| N1        | Plaza de Cibeles           | 114 PÍO XII-CENTRO COMERCIAL |
| N1        | Sanchinarro                | 115 PÍO XII-CENTRO COMERCIAL |